# Natura 2000-område nr. 56 Horsens Fjord, havet øst for og Endelave
 Natura 2000-område nr. 56 Horsens Fjord, havet øst for og Endelave er et EU-habitatområde (H52) omfatter den nordøstlige del af Horsens Fjord, og kattegatkysten mod nord op til Hov samt havet og øerne ud for. Natura 2000-området har et areal på i alt 45.823 hektar hvoraf 81 ha er statsejet.

## Beskrivelse
Hovedparten af området er også fuglebeskyttelsesområde (F36) og ramsarområde (R13). I fjorden ligger øerne Vorsø, Alrø og Hjarnø, som alle er lave og flade med strandenge og laguner langs kysterne. Mens Alrø og Hjarnø er domineret af intensivt landbrug, ophørte landbrugsmæssig udnyttelse af Vorsø for over 50 år siden, og øen henligger som urskov. Havområdet er relativt lavvandet og indeholder flere rev og holme, bl.a. Hov Røn, Søby Rev, Svanegrund og Møllegrund. Mod sydøst i området ligger øen Endelave, hvis nordspids, Øvre, er fredet.
Mellem Endelave og Tunø er der lave sandgrunde, der blottes ved ebbe. Uden for fjorden opbygges rev og holme. Store, veludviklede stenrev findes ved Søby Rev og ved Endelave.
På land findes der på alle områdets øer og på nordsiden af Horsens
Fjord store veludviklede strandenge med enkelte kystlaguner.

## Naturbeskyttelse
Af det samlede areal på 	45.823 hektar er de 718,7 ha omfattet af naturbeskyttelseslovens § 3:
- 9,7 km vandløb
- 14,1 ha sø (112 vandhuller under 1 ha)
- 54,6 ha mose
- 30,6 ha fersk eng
- 466,9 ha strandeng
- 8,1 ha overdrev

Desuden er der 236,3 ha skov.
Der findes i alt fire fredninger i Natura 2000-området: Et fredet område
på Øvre på Endelave, en lille del af en større fredning på nordsiden
af Horsens Fjord, en fredning ved Horskær og en del af en mindre
fredning ved Hou. Derudover er der også 3 natur- og vildtreservater:
Vorsø Naturreservat, Lerdrup Bugt Vildtreservat og Endelave Vildtreservat.

## Udpegningsgrundlag for Fuglebeskyttelsesområde nr. 36
(Y = ynglefugle, T = trækfugle)
- Skarv (Y/T)
- Bjergand (T)
- Edderfugl (T)
- Fløjlsand (T)
- Hvinand (T)
- Stor skallesluger (T)
- Klyde (Y)
- Hjejle (T)
- Lille kobbersneppe (T)
- Havterne (Y)
- Dværgterne (Y)
- Splitterne (Y)

Natura 2000-planen er vedtaget i 2011, hvorefter kommunalbestyrelserne
og Naturstyrelsen skal udarbejde bindende handleplaner, som skal sikre
gennemførelsen af planen.  Planen videreføres og videreudvikles i senere planperioder.
Natura 2000-området ligger i Odder, Horsens og Hedensted Kommuner, og naturplanen er koordineret med vandplanen for hovedvandopland Horsens Fjord 1.9 Horsens Fjord.

## Eksterne kilder og henvisninger
1. ↑  Miljøstyrelsen Midtjylland (juni 2023). "Naturplan 2022-2027  Natura 2000-område nr.  56 Horsens Fjord, havet øst for og Endelave" (PDF). mst.dk. Miljøstyrelsen. Arkiveret (PDF) fra originalen 2. juni 2024. Hentet 2. juni 2024.
2. ↑  
Miljøstyrelsen Midtjylland (november 2021). "Revideret basisanalyse 2022-2027  Natura 2000-område nr.  56 Horsens Fjord, havet øst for og Endelave" (PDF). mst.dk. Miljøstyrelsen. Arkiveret (PDF) fra originalen 2. juni 2024. Hentet 2. juni 2024.
3. ↑  Om fredningen på Danmarks Naturfredningsforenings websted
4. ↑  "Natura 2000-planlægning 2022-2027". mst.dk. Miljøstyrelsen. 2023. Arkiveret fra originalen 29. marts 2024. Hentet 11. maj 2024.

- Kort over området på miljoegis.mim.dk/
- Plandokumenter for Natura 2000-områderne i Jylland Øst for perioden 2022-2027.